# (3212) Agricola
(3212) Agricola (1938 DH2) – planetoida z pasa głównego asteroid okrążająca Słońce w ciągu 3,39 lat w średniej odległości 2,26 au. Odkryta 19 lutego 1938 roku.